# Trajanus termer

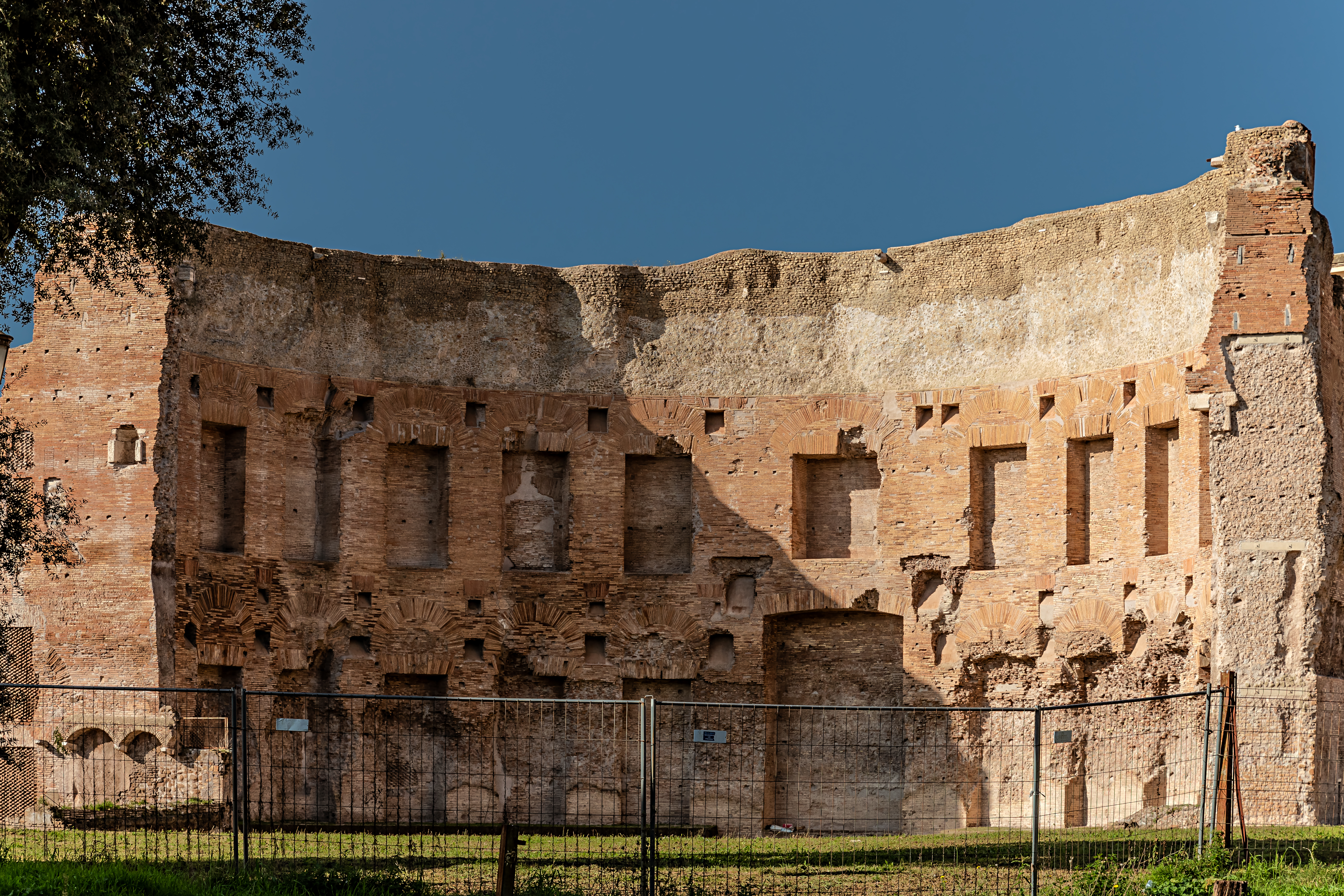
Ruiner efter Trajanus termer på Oppius.

Trajanus termer var den offentliga badanläggning som kejsar Trajanus lät uppföra på kullen Oppius i Rom mellan 104 och 109 e.Kr. på platsen där kejsar Neros Domus aurea (gyllene hus) legat.
Termerna upptog hela den stora park, Parco Oppio, som nu täcker kullen, och där numera bara enstaka murar är synliga.